# Gonçalo Saraiva Matias
Gonçalo Nuno da Cruz Saraiva Matias GOIH (nascido em 1979) é um político português que foi nomeado para servir como Ministro Adjunto e para a Reforma do Estado no XXV Governo Constitucional de Portugal. É o presidente da Fundação Francisco Manuel dos Santos.  Nasceu em Lisboa , em julho de 1979. Frequentou o Colégio Manuel Bernardes e fez o secundário nos Maristas. Estudou na Universidade Católica de Lisboa, onde veio a ser professor. Fez intercâmbio em Washington D.C. Doutorou-se em advocacia e juntou-se à firma do seu pai, a Saraiva Matias & Associados. 
Em 2015, serviu como Secretário de Estado no segundo e curto mandato de Pedro Passos Coelho e foi assessor da Presidência da República, primeiro com Aníbal Cavaco Silva e depois com Marcelo Rebelo de Sousa. 
De 2022 a junho de 2025, tornou-se presidente da Fundação Francisco Manuel dos Santos, propriedade da família Soares dos Santos. 
Integra o PSD há vários anos. 
Em 2025, após eleições, foi escolhido pelo reeleito primeiro-ministro Luis Montenegro para chefiar o recém estabelecido Ministério da Reforma do Estado.[carece de fontes?]